# Strophurus intermedius
Strophurus intermedius — вид геконоподібних ящірок родини диплодактилідів (Diplodactylidae). Ендемік Австралії.

## Поширення і екологія
Strophurus intermedius поширені на південному сході Австралії, зокрема на більшій частині Південній Австралії, у прилеглих районах Північної Території і південно-західного Квінсленда, на заході Нового Південного Уельсу та на північному сході Вікторії. Вони живуть в сухих склерофільних лісах, пустельних і напівпустельних чагарниках та заростях маллі. Ведуть нічний спосіб життя, живляться безхребетними. Відкладають яйця, в кладці 2 яйця.